# Friuli Latisana Cabernet
Le Friuli Latisana Cabernet est un vin rouge italien de la région Frioul-Vénétie Julienne doté d'une appellation DOC depuis le 19 mai 1975. Seuls ont droit à la DOC les vins rouges récoltés à l'intérieur de l'aire de production définie par le décret. Les vignobles autorisés se situent en provinces de  Pordenone  et d'Udine dans les communes de Castions di Strada, Latisana, Lignano Sabbiadoro, Muzzana del Turgnano, Morsano al Tagliamento, Palazzolo dello Stella, Pocenia, Precenicco, Rivignano, Ronchis, Teor et Varmo.
Le Friuli Latisana Cabernet répond à un cahier des charges moins exigeant que le Friuli Latisana Cabernet riserva et le Friuli Latisana Cabernet superiore

## Caractéristiques organoleptiques
- couleur : rouge rubis intense tendant vers un rouge grenat avec le vieillissement
- odeur : vineux, intense,  agréable, légèrement épicé,
- saveur : sec, plein, légèrement épicé, velouté après vieillissement

Le Friuli Latisana Cabernet se déguste à une température de 14 à 16 °C et il se gardera 2 – 4 ans.

## Production
Province, saison, volume en hectolitres :
- Udine  (1990/91)  643,86
- Udine  (1991/92)  749,18
- Udine  (1992/93)  1065,76
- Udine  (1993/94)  756,21
- Udine  (1994/95)  648,34
- Udine  (1995/96)  449,54
- Udine  (1996/97)  506,52